# Шешуринское сельское поселение
Шешу́ринское се́льское поселе́ние — упразднённое с 28 марта 2013 муниципальное образование Торопецкого района Тверской области.
Шешуринское сельское поселение было образовано в соответствии с законом Тверской области от 28 февраля 2005 г. № 50-ЗО. Включило в себя территорию Шешуринского сельского округа.
Административный центр — деревня Наговье.
Законом Тверской области от 28 марта 2013 г. Пожинское и Шешуринское сельские поселения были преобразованы путём объединения, не влекущего изменения границ иных муниципальных образований, и создано вновь образованное муниципальное образование Пожинское сельское поселение Торопецкого района Тверской области. Административным центром поселения стала деревня Пожня.

## Население
По переписи 2010 года — 253 человека.

## Населенные пункты
В состав Шешуринского сельского поселения входило 18 населённых пунктов:
| №  | Тип нп | Название     | Население (2002 год) |
| -- | ------ | ------------ | -------------------- |
| 1  | дер.   | Наговье      | 201                  |
| 2  | дер.   | Бельково     | 10                   |
| 3  | дер.   | Васюково     | 5                    |
| 4  | дер.   | Головково    | 16                   |
| 5  | дер.   | Гуляево      | 10                   |
| 6  | дер.   | Захарихино   | 11                   |
| 7  | пос.   | Зеленый Бор  | 18                   |
| 8  | дер.   | Кузнецово    | 11                   |
| 9  | дер.   | Максименки   | 2                    |
| 10 | дер.   | Николаевское | 5                    |
| 11 | дер.   | Новоселы     | 0                    |
| 12 | дер.   | Остров       | 0                    |
| 13 | дер.   | Песчанка     | 26                   |
| 14 | дер.   | Симаново     | 9                    |
| 15 | дер.   | Степаши      | 11                   |
| 16 | дер.   | Шапкино      | 6                    |
| 17 | дер.   | Шерехово     | 6                    |
| 18 | дер.   | Шешурино     | 41                   |

## История
В XIX-начале XX века территория поселения относилась к Холмскому уезду Псковской губернии. В 1929—1935 гг. входила в Западную область, с 1935 года — в Калининскую область. В 1944—1957 гг. относилась к Великолукской области, с 1957 опять к Калининской области. В это время она входит в Серёжинский район (центр — с.Бологово). С 1963 года входит в Торопецкий район. В 1990 году Калининская область переименована в Тверскую область.